# Església ortodoxa albanesa

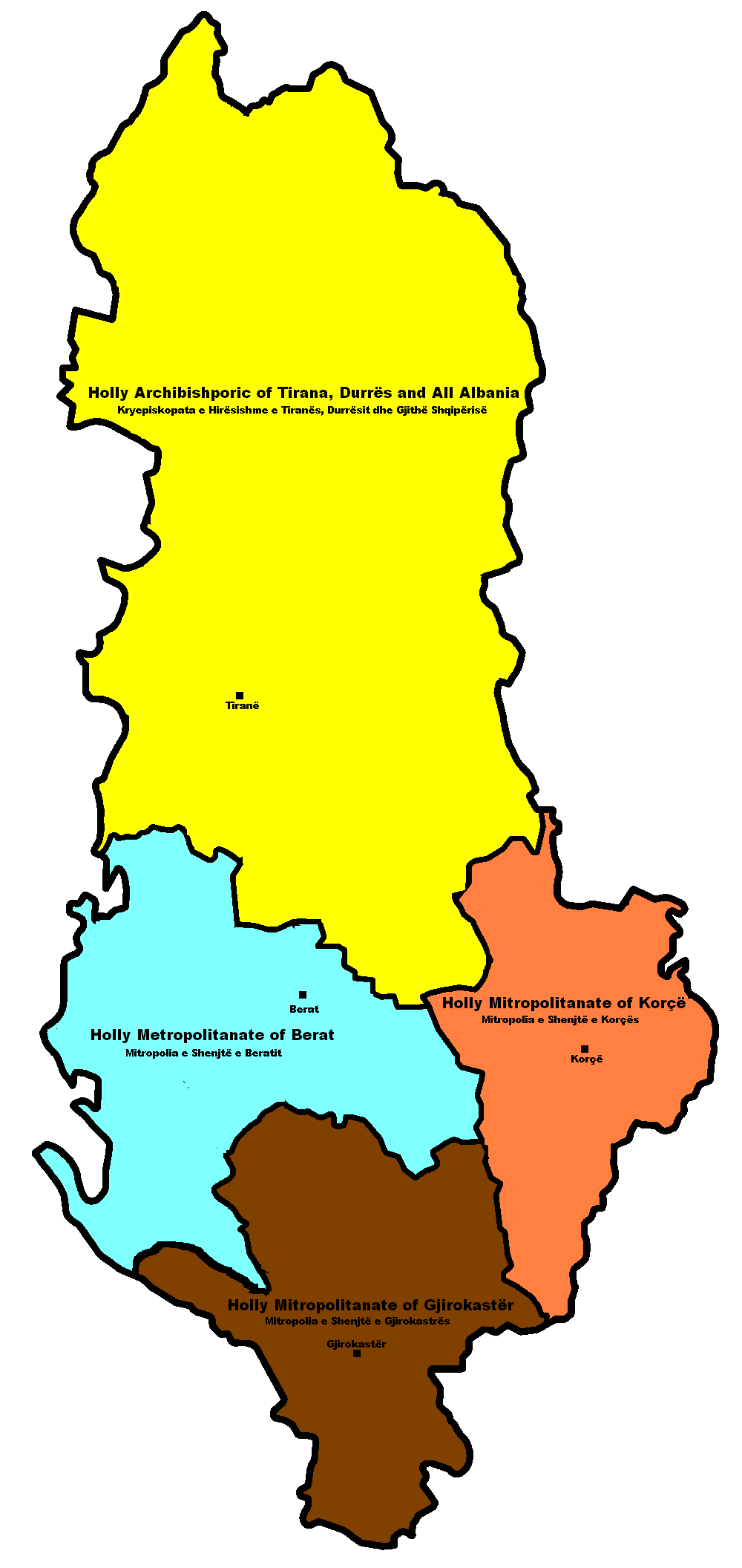
Diòcesi de l'Església ortodoxa albanesa.

L'Església ortodoxa autocèfala d'Albània és una de les Esglésies autocèfales de la comunió ortodoxa, a Albània. Es va escindir de l'Església ortodoxa de Constantinoble en 1922, encara que la seva autocefalia no va ser reconeguda pel patriarca de Constantinoble fins a 1937. Va ser víctima de dures persecucions durant l'època comunista, en part per l'ateisme imposat pel règim, en part perquè l'ús de l'albanès en la litúrgia era vist com una amenaça per a la identitat ètnica del país pels nacionalistes albanesos. Compta amb uns 500.000 fidels.